# Sci alpino ai XV Giochi olimpici invernali - Slalom gigante LW2 femminile
Tra le competizioni dello sci alpino ai XV Giochi olimpici invernali di Calgary 1988 lo slalom gigante LW2 femminile si disputò tra venerdì 19 e domenica 21 febbraio sulle piste del Parco olimpico del Canada di Calgary; si trattò di una gara dimostrativa di sci alpino paralimpico riservata ad atlete con disabilità agli arti inferiori (categoria LW2). La gara, che non prevedeva l'assegnazione di medaglie, fu vinta dalla statunitense Diana Golden davanti alle connazionali Cathy Gentile e Martha Hill.

## Risultati
| Pos. | Atleta         | Nazione     | Tempo   |
| ---- | -------------- | ----------- | ------- |
| 1    | Diana Golden   | Stati Uniti | 1:26,41 |
| 2    | Cathy Gentile  | Stati Uniti | 1:32,86 |
| 3    | Martha Hill    | Stati Uniti | 1:34,87 |
| 4    | Lynda Chyzyk   | Canada      | 1:36,21 |
| 5    | Virginie Lopez | Francia     | 1:41,86 |